# Église réformée hongroise
Ne doit pas être confondu avec Église réformée de Hongrie.
L'Église réformée hongroise (hongrois : Magyar Református Egyház) est une fédération d'Églises calvinistes de langue hongroise issues de Hongrie et des pays où vivent d'importantes communautés de Magyars d'outre-frontières. Fondée en 2009, elle est dotée d'un synode commun aux quatre arrondissements ecclésiastiques de Hongrie, aux deux arrondissements ecclésiastiques de l'Église réformée de Roumanie (Romániai Református Egyház), à ceux de l'Église chrétienne réformée de Slovaquie (Szlovákiai Református Keresztyén Egyház), de l'Église réformée de Subcarpathie (Kárpátaljai Református Egyház, dans la partie de l'Ukraine qui faisait autrefois partie de la Hongrie), de l'Église chrétienne réformée de Serbie (Szerbiai Református Keresztyén Egyház) ainsi que des églises réformées de Croatie et de Slovénie.